# Exoprosopa pardus
Exoprosopa pardus är en tvåvingeart som beskrevs av Osten Sacken 1886. Exoprosopa pardus ingår i släktet Exoprosopa och familjen svävflugor. Inga underarter finns listade i Catalogue of Life.